# رضا عاصیمی
رضا عاصیمی (عربی: محمد رضا عاصيمي؛ زادهٔ ۲۵ مهٔ ۱۹۶۹) بازیکن فوتبال اهل الجزایر است.
از باشگاه‌هایی که در آن بازی کرده‌است می‌توان به باشگاه فوتبال مولودیه وهران اشاره کرد.
وی همچنین در تیم ملی فوتبال الجزایر بازی کرده‌است.